# Datonglong
Datonglong is een geslacht van plantenetende ornithischische dinosauriërs, behorend tot de Euornithopoda, dat tijdens het late Krijt leefde in het gebied van het huidige China. De typesoort van het geslacht is Datonglong tianzhenensis

## Vondst en naamgeving
In 2008 vond een team van het Shanxi Museum of Geological and Mineral Science and Technology in de  Kangdailiang-groeve in Shanxi de kaak van een euornithopode.
In 2015 werd de typesoort Datonglong tianzhenensis benoemd en beschreven door Xu Shichao, You Hailu, Wang Jiawei, Wang Suozhu Yi Jian en Jia Lei. De geslachtsnaam verbindt de naam van de stad Datong met een Chinees long, "draak". De soortaanduiding verwijst naar de herkomst uit de prefectuur Tiazhen. De naam moet niet verward worden met die van de theropode Datanglong.
Het holotype, SXMG V 00005, is gevonden in een laag van de Huiquanpuformatie waarvan de datering onzeker is maar die vermoedelijk dateert uit het Cenomanien-Campanien, ruwweg vijfennegentig tot tachtig miljoen jaar oud. Het bestaat uit een rechterdentarium van de onderkaak met daarin bewaarde tanden.

## Beschrijving
De beschrijvers wisten één autapomorfie, unieke afgeleide eigenschap, vast te stellen. In althans het midden en de achterkant van het dentarium bevinden zich twee functionele, dus aan het slijtvlak bijdragende, tanden in iedere tandpositie. Daarnaast is er een unieke combinatie van op zich niet unieke kenmerken. De hoofdrichel van de tand, op de binnenzijde, ligt meer naar achteren, een basaal kenmerk. De secundaire richel is goed ontwikkeld. Er zijn verder geen verticale richels. De top van de tandkroon is iets naar achteren gebogen.
Het dentarium heeft een bewaarde lengte van vierendertig centimeter. Hieruit blijkt dat Datonglong een middelgrote hadrosauroïde is. Er zijn minstens zevenentwintig tandposities en hoogstens negenentwintig. De processus coronoides is verticaal gericht. De tanden zijn groot; vijfenhalf bij twee centimeter voor een nog niet uitgebroken tand. In de tandenbatterij staan per positie drie of vier tanden.

## Fylogenie
Datonglong is in de Hadrosauroidea geplaatst, in een afgeleide positie maar buiten de Hadrosauridae. De plaatsing is echter niet gebaseerd op een exacte kladistische analyse.